# عصر (رادار)

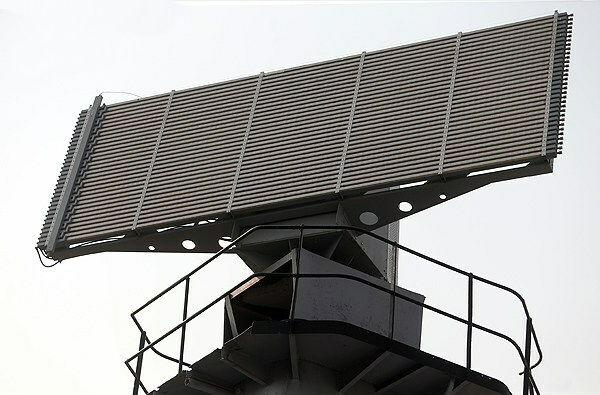
تصویری از رادار عصر

عصر یک رادار دریایی آرایه فازی بردبلند می‌باشد. این رادار توسط نیروی دریایی جمهوری اسلامی ایران و وزارت دفاع و پشتیبانی نیروهای مسلح جمهوری اسلامی ایران طراحی و ساخته شده‌است.
رادار عصر اولین رادار سه بعدی ایران با قابلیت کشف موشک‌های کروز تا محدوده حداقل ۲۰۰ کیلومتری است که در روز چهارشنبه ۶ آذر ۱۳۹۲ رونمایی شد. برد دقیق این رادار توسط فرماندهان نظامی ایران بیان نشده و ایشان به عبارت "حداقل ۲۰۰ کیلومتر" بسنده کرده‌اند.

## خصوصیات
رادار عصر نخستین رادار سه بعدی آرایه فازی جمهوری اسلامی ایران است و قادر می‌باشد که اهداف مورد نظر را تا شعاع ۲۰۰ کیلومتر کشف کند. از ویژگی‌های این رادار، قابلیت کشف و رهگیری اهداف هوایی و سطحی، توانایی رهگیری ۱۰۰ هدف به‌طور همزمان، مقابله با جنگ الکترونیک و کاهش توان مصرفی است. رادار عصر قابلیت تفکیک اهداف را ارتقا داده است.
به گفته مقامات ایرانی رادار عصر برای منطقه مدار ۱۰ درجه ساخته شده‌است. این رادار دید نیروی دریایی ارتش ایران را افزایش می‌دهد و همچنین کمک می‌کند تا موشک‌های کروز هم شناسایی شوند. این رادار می‌تواند دوست و دشمن را تشخیص دهد. این رادار هم در سواحل قابل استفاده است و هم بر روی شناورها نصب می‌شود.

## مراسم رونمایی
سامانه راداری «عصر» در مراسمی با حضور جانشین فرمانده کل ارتش جمهوری اسلامی ایران و فرمانده نیروی دریایی ارتش جمهوری اسلامی ایران روز چهارشنبه ۶ آذر ۱۳۹۲ رونمایی شد.

## پی نوشت‌ها
1. ↑  «نسخه آرشیو شده». بایگانی‌شده از اصلی در ۵ سپتامبر ۲۰۱۳. دریافت‌شده در ۳ سپتامبر ۲۰۱۳.
2. ↑  تست جدیدترین رادار دریایی آرایه‌فازی برد بلند با نام «عصر» بایگانی‌شده  در ۴ سپتامبر ۲۰۱۳ توسط Wayback Machine خبرگزاری فارس
3. ↑  رادار عصر؛ چشمان تیزبین ایران در زمین و هوا باشگاه خبرنگاران جوان